# Campionati mondiali di canoa/kayak slalom 2006
I XXX Campionati mondiali di canoa/kayak di slalom si sono svolti a Praga (Repubblica Ceca).

## Podi

### Uomini
| Evento        | Oro                                                 | Perform. | Argento                                                | Perform. | Bronzo                                                     | Perform. |
| Canoa         |                                                     |          |                                                        |          |                                                            |          |
| C-1           | Francia Tony Estanguet                              |          | Slovacchia Michal Martikán                             |          | Rep. Ceca Stanislav Jezek                                  |          |
| C-1 a squadre | Germania Stefan Pfannmöller Nico Bettge Jan Benzien |          | Rep. Ceca Tomás Indruch Jan Masek Stanislav Jezek      |          | Regno Unito David Florence Stuart McIntosh Daniel Goodard  |          |
| C-2           | Rep. Ceca Jaroslav Volf Ondřej Štěpánek             |          | Germania Markus Becker Stefan Henze                    |          | Slovacchia Pavol Hochschorner Peter Hochschorner           |          |
| C-2 a squadre | Rep. Ceca                                           |          | Germania                                               |          | Slovacchia                                                 |          |
| Kayak         |                                                     |          |                                                        |          |                                                            |          |
| K-1           | Italia Stefano Cipressi Francia Julien Billaut      |          | -                                                      |          | Regno Unito Campbell Walsh                                 |          |
| K-1 a squadre | Francia Fabien Lefèvre Julien Billaut Boris Neveu   |          | Italia Daniele Molmenti Stefano Cipressi Diego Paolini |          | Polonia Grzegorz Polaczyk Mateusz Polaczyk Dariusz Popiela |          |

### Donne
| Evento        | Oro                                               | Perform. | Argento                                                       | Perform. | Bronzo                                                  | Perform. |
| Kayak         |                                                   |          |                                                               |          |                                                         |          |
| K-1           | Slovacchia Jana Dukátová                          |          | Regno Unito Fiona Pennie                                      |          | Germania Jennifer Bongardt                              |          |
| K-1 a squadre | Francia Mathilde Pichery Émilie Fer Marie Gaspard |          | Rep. Ceca Stepánka Hilgertová Irena Pavelková Marie Rihosková |          | Germania Jennifer Bongardt Claudia Bär Jasmin Schomberg |          |

## Medagliere
| Posizione | Paese       | Oro | Argento | Bronzo | Totale |
| --------- | ----------- | --- | ------- | ------ | ------ |
| 1         | Francia     | 4   | 0       | 0      | 4      |
| 2         | Rep. Ceca   | 2   | 2       | 1      | 5      |
| 3         | Germania    | 1   | 2       | 2      | 5      |
| 4         | Slovacchia  | 1   | 1       | 2      | 4      |
| 5         | Italia      | 1   | 1       | 0      | 2      |
| 6         | Regno Unito | 0   | 1       | 2      | 3      |
| 7         | Polonia     | 0   | 0       | 1      | 1      |
| Totale    | Totale      | 9   | 7       | 8      | 24     |